# 121P/Shoemaker-Holt
La comète Shoemaker-Holt 2, officiellement 121P/Shoemaker-Holt 2, est une comète périodique du système solaire, découverte le 9 mars 1989 par Henry E. Holt, Carolyn S. Shoemaker et Eugene M. Shoemaker à l'observatoire du Mont Palomar en Californie.

## Description
L'objet tourne autour du Soleil décrivant une orbite elliptique caractérisée par un demi-grand axe de 4,60 ua, un périhélie de 3,75 ua, une excentricité de 0,18, une inclinaison de 20,15 degrés par rapport à l'écliptique et une période de 6 000 jours (9,86 ans. Son noyau a un diamètre estimé de 3,24 km .

## Passages
Lors de ses trois premiers passages observés, en 1988, 1996 et 2004, son périhélie était à 2,65 ua. D’après Kazuo Kinoshita c’est un passage proche de Jupiter en 1984 qui a modifié son orbite et rapproché son périhélie à 2,65 ua, avant qu’un nouveau passage à proximité de la planète en 2008 ne la dévie à nouveau sur son orbite actuelle, avec un périhélie plus lointain (3,75 ua) et donc une magnitude moindre.
À l’occasion de ces trois premiers passages, il a été constaté que la comète était au maximum de sa brillance 145 jours après son périhélie (ce qui explique que sa découverte ait eu lieu presque six mois après son passage au plus près du soleil). Les magnitudes observées étaient croissantes lors de ces passages : 14 en 1988, 15 en 1996 et 16 en 2004,.
Avec sa nouvelle orbite, sa magnitude est plus faible, de l’ordre de 19 en 2013.